# 1940 en littérature
| Années de la littérature : 1937 - 1938 - 1939 - 1940 - 1941 - 1942 - 1943    |
| Décennies de la littérature : 1910 - 1920 - 1930 - 1940 - 1950 - 1960 - 1970 |

## Événements
- France : Arrestation en mai de l’écrivain Benjamin Péret et du peintre Max Ernst.

## Presse

### Presse en France
- 11 juillet : Parution à Paris de l’hebdomadaire la Gerbe, dirigé par Alphonse de Châteaubriant et favorable à l’Allemagne.
- 12 juillet : Parution de l’hebdomadaire Au Pilori.
- 17 août : Reparution de l’hebdomadaire l'Illustration après accords des autorités allemandes.
- 28 septembre : Liste Otto publiée en zone occupée : plus de 800 publications sont interdites.
- 25 novembre : Le premier numéro du journal clandestin Liberté paraît à Marseille.
- 1er décembre : Parution du premier numéro clandestin de Libération.

## Parutions

### Essais
- Jean Rostand : Pensées d’un biologiste (février).
- Sartre : L’Imaginaire (mars).
- Augustin Thierry Hubert-Fillay : Balzac au Collège de Vendôme, 1807-1813. Éditions du Jardin de la France, Blois

### Romans

#### Auteurs francophones
- André Breton : Anthologie de l'humour noir.
- Jean Cocteau : Le Bel indifférent.
- Frédéric Delly : Le drame de l'étang-aux-biches.
- Roland Dorgelès : Retour au front.
- Roger Martin du Gard : Les Thibault.
- François Mauriac : Le Journal, volume III.
- Jean-Paul Sartre : L'Imaginaire.

#### Auteurs traduits
- Dino Buzzati (italien) : Le Désert des Tartares (9 juin).
- Mikhaïl Cholokhov (russe) : Terres défrichées.
- Graham Greene : La Puissance et la Gloire (avril).
- Ernest Hemingway (américain) : Pour qui sonne le glas (21 octobre).
- Tarjei Vesaas (norvégien) : Kimen.

### Théâtre
- 15 mai : Louis Jouvet ferme le théâtre de l’Athénée.
- 5 novembre : Léocadia, pièce de Jean Anouilh, mise en scène par Pierre Fresnay.
- Naissance au Togo du théâtre kantata, spectacles présentés dans les églises et mêlant musiques, discours et jeu d’acteur. Ils s’épanouissent au Nigeria pendant les années 1940 grâce à Hubert Ogunde.

## Récompenses et prix littéraires
- Voir la liste des Prix du Gouverneur général 1940.
- Prix Renaudot : La Vallée heureuse, Jules Roy (décerné en 1946).
- Prix Goncourt : Francis Ambrière pour Les Grandes Vacances (décerné en 1946)
- Grand prix du roman de l'Académie française : Le Voyage d'Edgar d'Édouard Peisson (publié en 1938)

## Principales naissances
- 13 janvier : Edmund White, écrivain américain († 3 juin 2025).
- 13 avril : Jean-Marie Gustave Le Clézio,
- 23 juillet : Danielle Collobert, écrivaine française († 24 juillet 1978).
- 29 juillet : Alain Jaubert, écrivain, journaliste, producteur et réalisateur de télévision français († 15 mars 2025).
- 1er septembre : Annie Ernaux, romancière française,
- 3 septembre : Eduardo Galeano, écrivain et journaliste uruguayen († 13 avril 2015),
- 12 septembre : John Clute, écrivain et critique littéraire américain de science-fiction,
- 11 octobre : Zbigniew Batko, écrivain, scénariste et traducteur polonais († 18 décembre 2007).
- 7 novembre : Antonio Skármeta, écrivain chilien d'origine croate († 15 octobre 2024).
- Molara Ogundipe-Leslie : poétesse nigériane

## Principaux décès
- 13 janvier, Abel Rey, philosophe et historien des sciences (° 29 décembre 1873).
- 15 janvier, Vilis Plūdonis, poète et écrivain letton (° 9 mars 1874).
- 27 janvier, Isaac Babel, écrivain soviétique, fusillé à Moscou (° 12 juillet 1894).
- 12 février, Paris : Henri Boex, dit Rosny Aîné, écrivain (° 17 février 1856).
- 10 mars, Moscou : Mikhaïl Boulgakov, écrivain (° 3 mai 1891).
- 16 mars, Marbacka : Selma Lagerlöf, femme de lettres suédoise (° 20 novembre 1858).
- 14 mai : Edgar du Perron, poète et écrivain néerlandais (° 2 novembre 1899).
- 23 mai : Paul Nizan, écrivain, au front (° 7 février 1905).
- 17 juin : Jean Venturini, poète, mort pour la France, en mer, à la suite de l’explosion du submersible Morse, sur lequel il était marin-radio (° 17 septembre 1919).
- 21 juin : Hendrik Marsman, poète néerlandais, à la suite du torpillage du bateau sur lequel il se trouvait (° 30 septembre 1899).
- 26 septembre : Suicide près de Port-Bou, en Espagne, de l’écrivain allemand d’origine juive Walter Benjamin par crainte d’être livré aux Allemands (° 15 juillet 1892).
- 18 octobre : Saint-Pol-Roux, poète symboliste, à la suite de violences infligées par un soldat allemand (° 15 janvier 1861).
- 19 ou 22 novembre : Wacław Berent, écrivain, romancier et traducteur polonais. (° 28 septembre 1896).
- 21 décembre, Hollywood : Francis Scott Fitzgerald, écrivain (° 24 septembre 1896).
- 30 décembre : Gjergj Fishta, poète et dramaturge albanais (° 23 octobre 1871).